# تنفس کوسمال

نمودار تنفس شین استوکس و سایر تنفسهای مرضی

تنفس کاسمال (به انگلیسی: Kussmaul breathing) نوعی الگوی تنفسی ناسالم است که بیمار تنفسهای عمیق و سخت انجام می‌دهد این نوع تنفس اغلب همراه با اسیدوز متابولیک شدید ایجاد می‌شود.
تنفس کوسمال اغلب در کتواسیدوز دیابتی و گاه در نارسایی کلیه دیده می‌شود. در بیماران دیابتیک تنفس کوسمال به عنوان یک مکانیسم جبرانی برای ایجاد آلکالوز تنفسی و جبران اسیدوز متابولیک انجام می‌گیرد هرچند که جبران کامل نیست.
آدولف کوسمال که این وضعیت را توصیف نموده‌است، پزشک آلمانی قرن نوزدهم بود.